# Эфедрин
Эфедри́н (лат. Ephedrinum — от названия основного содержащего растения лат. Ephedra) — алкалоид-адреномиметик, содержащийся (наряду с псевдоэфедрином и N-метилэфедрином) в различных видах эфедры (лат. Ephedra L.), в том числе в эфедре хвощовой (лат. Ephedra equisetina), растущей в горных районах Средней Азии и Западной Сибири, и лат. Ephedra monosperma, растущей в Забайкалье.

## История
Из «Авесты» и «Вед» известно, что религиозные обряды древних индоиранцев включали массовое употребление священного опьяняющего напитка, известного в индийской традиции под названием сома, а в иранской — как хаома. В современных индо-иранских языках однокоренные слова (напр., непальск. somalata, белудж. hum, перс. hom) обозначают эфедру. На то, что в состав сомы/хаомы входила эфедра, указывают и находки археологов в Тоголоке и иных храмовых комплексах древней Маргианы: там были обнаружены особые помещения для приготовления и употребления священных напитков со следами эфедры и конопли, а также соответствующая утварь.
Эфедрин в своей естественной форме использовался в традиционной китайской медицине со времён империи Хань (206 г. до н. э. — 220 г. н. э.) в качестве противоастматического лекарственного средства и психостимулятора, именуемого ма хуан (кит. трад. 麻黃, упр. 麻黄, пиньинь má huáng). На протяжении многих столетий ма хуан считался эффективным средством от астмы и бронхита.
Впервые эфедрин был выделен из хвойника двухколоскового в 1885 году японским химиком и фармакологом Нагаи Нагаёси, но только в 1929 году он его синтезировал. Помимо эфедрина, в растении также были обнаружены l-N-метилэфедрин, d-псевдоэфедрин, d-N-метилпсевдоэфедрин и d-норпсевдоэфедрин. Первыми синтез эфедрина описали Шпет и Коллер в 1925 году. Промышленное производство эфедрина в Китае началось в 1920-е годы, когда Мерк и Ко начали продавать препарат под названием эфетонин (англ. ephetonin).

## Получение
Эфедрин может быть получен экстракцией из природного сырья с последующей очисткой от примесей.
Незначительное содержание природного алкалоида эфедрина в различных видах эфедры побудило химиков к разработке синтетических методов получения эфедрина. Первый полный синтез эфедрина и его изомеров был осуществлён Шпетом и Коллером (1925).
Практически одновременно Манске, Джонсоном и Скита был представлен метод синтеза, который заключается в каталитическом восстановлении фенилметилдикетона в присутствии метиламина, что даёт эфедрин, свободный от псевдосоединения.
По другому сходному методу получают ацилоин C6H5CHOHCOCH в оптически активной форме, добавляя бензальдегид к бродящему раствору сахара. Далее конденсация данного ацилоина с метиламином и каталитическое восстановление даёт оптически активный l-эфедрин.
В дальнейшем был предложен ряд вариантов синтеза эфедрина, но практическое применение нашёл следующий: исходным веществом служит бензол, который конденсируют с хлорангидридом монохлорпропионовой кислоты в присутствии хлорида алюминия. Полученный хлорэтилфенилкетон конденсируется с метиламином, при этом получается вторичный амин, который при восстановлении образует эфедрин.
Эфедрин имеет два асимметрических атома углерода, поэтому существует четыре оптически активных изомера эфедрина и два рацемата. Из всех четырёх изомеров наиболее широкое применение имеют эфедрин (цис-изомер) и псевдоэфедрин |(транс-изомер), являющиеся пространственными изомерами.
Цис-изомер является левовращающим алкалоидом, транс-изомер — правовращающим. Выделение эфедрина из синтетического продукта (рацемата) основано на различной растворимости их оксалатов в спирте. Оксалат эфедрина выкристаллизовывается из спирта в виде осадка, а оксалат псевдоэфедрина растворяется в спирте.

### Определение подлинности и количества
Подлинность гидрохлорида эфедрина определяется:
1. реакцией с раствором нитрата серебра в присутствии азотной кислоты; выпадает белый творожистый осадок хлорида серебра AgCl;
2. реакцией с феррицианидом калия в щелочной среде — по запаху бензальдегида, образовавшегося в результате разложения эфедрина;
3. реакцией с раствором сульфата меди в присутствии щёлочи — образуется синее окрашивание. При добавлении эфира и встряхивании сосуда с реакционной массой отстоявшийся эфирный слой окрашивается в фиолетово-красный цвет, водный слой сохраняет синее окрашивание.

Количественное содержание эфедрина в препарате может быть определено различными методами, например методом кислотно-основного титрования в неводных средах в присутствии ацетата окисной ртути. Его можно определить фотоколориметрически по окрашенному комплексу с сульфатом меди. Можно использовать метод нейтрализации и аргентометрии.

## Физические свойства
Белые игольчатые кристаллы или белый кристаллический порошок горького вкуса.

## Биологическое действие
Эфедрин в организме животных является провокатором высвобождения адреналина и норадреналина, в большей степени вне ЦНС, а также ингибитором МАО.

## Медицинское применение
Эфедрин в качестве средства системного действия и назального сосудосуживающего является устаревшим препаратом, в некоторых странах признан малоэффективным и небезопасным, так как потенциально способен вызывать лекарственную зависимость. Но несмотря на наличие препаратов со сходным физиологическим действием, эфедрин до сих пор рутинно используется во многих странах как минимум в анестезиологии
при необходимости повышения артериального давления при сопутствующей брадикардии (например, при спинальной анестезии). На сегодняшний день применяется в качестве более длительно действующего заменителя адреналина, при анемизации и в составе анестезирующих препаратов местного действия.
По фармакологическому действию — симпатомиметик, стимулирует альфа- и бета-адренорецепторы. Действуя на варикозные утолщения эфферентных адренергических волокон, способствует выделению норадреналина в синаптическую щель. Кроме того, оказывает слабое стимулирующее влияние непосредственно на адренорецепторы. Вызывает вазоконстрикторное, бронходилатирующее и психостимулирующее действие. Повышает общее периферическое сосудистое сопротивление (ОПСС) и системное артериальное давление, увеличивает минутный объём кровообращения, частоту сердечных сокращений и силу сердечных сокращений, улучшает AV-проводимость; повышает тонус скелетных мышц, концентрацию глюкозы в крови. Тормозит перистальтику кишечника, расширяет зрачок (не влияя на аккомодацию и внутриглазное давление). Стимулирует ЦНС, по психостимулирующему действию близок к амфетамину. Тормозит активность МАО и катехоламино-О-метилтрансферазы. Оказывает стимулирующее влияние на альфа-адренорецепторы кровеносных сосудов в коже, вызывая сужение расширенных сосудов, снижая таким образом их повышенную проницаемость, приводящую к уменьшению отёка при крапивнице.
Начало терапевтического эффекта после приёма внутрь — через 15—60 мин, продолжительность действия — 3—5 ч, при внутримышечном введении 25—50 мг — 10—20 мин и 0,5—1 ч соответственно. При повторном введении с небольшим интервалом (в 10—30 мин) прессорное действие эфедрина быстро снижается (возникает тахифилаксия, связанная с прогрессирующим уменьшением запасов норадреналина в варикозных утолщениях). На основе препарата было создано множество других лекарственных средств со схожими фармакологическими эффектами, например Цэфедрин.
Эфедрин при постоянном регулярном употреблении вызывает потерю массы тела, что использовалось в прошлом (а иногда и в настоящее время — незаконно). Незаконным считается содержание от 15 % эфедрина или экстракта эфедры при составлении БАД для похудения.

## Правовой статус
Эфедрин ранее использовался в качестве лекарственного средства, однако сейчас в России хранение, применение и реализация препаратов эфедрина концентрации более 10 % ограничены. Эфедрин находится в списке IV прекурсоров, оборот которых в Российской Федерации ограничен и в отношении которых устанавливаются особые меры контроля.
Хотя сами по себе эфедрин и псевдоэфедрин обладают ограниченным действием на центральную нервную систему, они служат важным сырьём для нелегального кустарного производства наркотиков, содержащих метамфетамин и эфедрон. По этой причине оборот эфедрина, псевдоэфедрина и препаратов, их содержащих, во многих странах ограничен. В России эфедрин и псевдоэфедрин включены в список прекурсоров наркотических средств. Кустарно изготовленные препараты эфедрина входят как наркотическое средство в Список I Перечня наркотических средств, психотропных веществ и их прекурсоров, подлежащих контролю в Российской Федерации (оборот запрещён).
Вопреки запрету, в РФ нелегально ввозят эфедрин для производства наркотиков из КНР. В 1996 году задержали около 90 килограмм эфедрина, а по оценкам экспертов, в страну ввезли порядка тонны, в том числе через Монголию и Казахстан. Несмотря на использование эфедрина в традиционной медицине, в КНР за торговлю наркотиками расстреливают.
В Конвенции ООН о борьбе против незаконного оборота наркотических средств эфедрин входит в таблицу I — вещества, непосредственно использующиеся при изготовлении наркотиков.
В США эфедрин как вещество никогда не запрещался. В 1996 году Управление по контролю качества пищевых продуктов и лекарственных препаратов (FDA) вводила ограничения на суточные дозировки продуктов из эфедры, но в 2000 году отменила их. В 2004 году FDA ввела запрет на алкалоиды эфедры, кроме используемых в лекарствах от астмы, простуды, аллергий, а через два года был введён запрет на биологически активные добавки, содержащие эфедрин. Эфедрин остаётся легальным в других формах, однако объёмы продаж ограничены (не более 9 г в месяц) и продавцы обязаны требовать удостоверение личности и хранить информацию о покупателях и количестве проданного им эфедрина (закон Combat Methamphetamine Epidemic Act of 2005).
В Израиле применение эфедрина в стационарах не регулируется какими-то особыми документами, препарат не подлежит количественному контролю.
В ФРГ применение эфедрина до 2001 года не ограничивалось. Затем были введены ограничения, так как большинство потребителей было неизвестно. А с апреля 2006 года все препараты, содержащие эфедрин, стали отпускать только по рецепту. В ЮАР с 2008 года было разрешено использовать эфедрин в лекарственных препаратах для лечения простудных заболеваний, но не более 8 мг на 1 таблетку. А использование эфедрина в других препаратах (для похудения) запрещено полностью. Тем не менее, добавки для похудения, содержащие эфедрин, кофеин и аспирин (ЭКА-жиросжигатели), выпускаются в Китае.